# Megachile rozenii
Megachile rozenii är en biart som beskrevs av Pasteels 1976. Megachile rozenii ingår i släktet tapetserarbin, och familjen buksamlarbin. Inga underarter finns listade i Catalogue of Life.